# Giuseppe Schiavon
Giuseppe Schiavon (Padova, 23 febbraio 1896 – Padova, 18 aprile 1989) è stato un politico e antifascista italiano, già sindaco di Padova.

## Biografia
Nacque in località Voltabarozzo, nella periferia di Padova, da Luigi e da Vittoria Berto. Frequentò soltanto le prime tre classi elementari e a 10 anni iniziò a lavorare nella bottega del padre falegname (da cui il soprannome di "Bepi Tola"). Nel 1921 sposò Francesca Cesaro.
Nel 1915 partì per la prima guerra mondiale e fu congedato nel 1919. Nel febbraio 1921 fu uno dei 23 operai padovani che si staccarono dal Partito Socialista Italiano per entrare nel Partito Comunista. Dal 1921 al 1926 fu il segretario del PCd'I padovano. Si iscrisse alla Camera del Lavoro e in breve fu a capo dell'organizzazione comunista cittadina. Subì una serie di aggressioni fasciste ed arresti, quindi nel 1926 fu inviato al confino a Pietragalla in provincia di Potenza e poi in carcere a Milano, a Perugia e Spoleto. Solo nel 1932 poté far ritorno a Padova. Nel 1934 fu nuovamente arrestato e nel 1936 fu mandato al confino in Calabria.
A Padova, dopo l'8 settembre 1943 divenne uno dei più importanti organizzatori della Resistenza, il famoso partigiano "Comandante Cristo", sulla cui testa i repubblichini posero una taglia elevatissima.
Nel maggio 1945 fu nominato sindaco della città dal Comitato di Liberazione Nazionale. Fu lui ad accogliere gli alleati quando giunsero a Padova. Conservò l'incarico fino al 19 aprile 1946. Tra il 1946 e 1948 fu anche vicesindaco e assessore sempre a Padova, poi capogruppo del PCI al consiglio comunale fino al 1952.
Morì il 18 aprile 1989 all'età di 93 anni.